# Paralamyctes spenceri
Paralamyctes spenceri är en mångfotingart som beskrevs av Pocock 1901. Paralamyctes spenceri ingår i släktet Paralamyctes och familjen fåögonkrypare.
Artens utbredningsområde är:
- Madagaskar.
- Swaziland.

Inga underarter finns listade i Catalogue of Life.